# Чанге
Чанге (кит. спр. 长葛市, піньїнь: Chánggĕ Shì) — місто-повіт в центральнокитайській провінції Хенань, складова міста Сюйчан.

## Географія
Чанге лежить на висоті близько 88 метрів над рівнем моря на півночі префектури.

### Клімат
Місто знаходиться у зоні, котра характеризується вологим субтропічним кліматом. Найтепліший місяць — липень із середньою температурою 26,9 °C. Найхолодніший місяць — січень, із середньою температурою 0,7 °С.
| Клімат Чанге            | Клімат Чанге | Клімат Чанге | Клімат Чанге | Клімат Чанге | Клімат Чанге | Клімат Чанге | Клімат Чанге | Клімат Чанге | Клімат Чанге | Клімат Чанге | Клімат Чанге | Клімат Чанге | Клімат Чанге |
| Показник                | Січ.         | Лют.         | Бер.         | Квіт.        | Трав.        | Черв.        | Лип.         | Серп.        | Вер.         | Жовт.        | Лист.        | Груд.        | Рік          |
| Середній максимум, °C   | 6,1          | 9,3          | 14,6         | 21,8         | 27,3         | 31,8         | 31,7         | 30,4         | 26,8         | 21,9         | 14,6         | 8,2          | 20,4         |
| Середня температура, °C | 0,7          | 3,7          | 8,7          | 15,6         | 21,1         | 25,7         | 26,9         | 25,7         | 21,1         | 15,7         | 8,6          | 2,9          | 14,7         |
| Середній мінімум, °C    | −3,3         | −0,7         | 3,7          | 9,8          | 15,3         | 20,2         | 23           | 22           | 16,7         | 10,8         | 3,9          | −1,3         | 10           |
| Норма опадів, мм        | 10.4         | 13.6         | 29.8         | 31.6         | 74.1         | 82.2         | 190.8        | 133.9        | 80.2         | 42.5         | 25.7         | 11.5         | 726.3        |
| Вологість повітря, %    | 63           | 64           | 64           | 66           | 67           | 66           | 81           | 83           | 78           | 71           | 68           | 63           | 69.5         |
| ----------------------- | ------------ | ------------ | ------------ | ------------ | ------------ | ------------ | ------------ | ------------ | ------------ | ------------ | ------------ | ------------ | ------------ |
| Джерело: data.cma.cn    |              |              |              |              |              |              |              |              |              |              |              |              |              |